# Blinding Lights
«Blinding Lights»—en español: «Luces cegadoras»— es una canción del cantante canadiense The Weeknd siendo el segundo sencillo de su cuarto álbum de estudio. XO y Republic Records la lanzaron el 29 de noviembre de 2019. Escrita y producida por The Weeknd junto a Max Martin y Oscar Cibrian, con Belly y Jason Quenneville recibiendo créditos de escritura adicionales.
Un remix junto a la cantautora española Rosalía fue lanzado el 4 de diciembre de 2020. La canción fue interpretada durante el espectáculo de medio tiempo del Super Bowl LV el 7 de febrero de 2021.
En la semana del 13 de marzo del 2021, se convirtió en la primera canción de la historia en mantenerse un año (52 semanas) en el top 10 del Billboard Hot 100.

## Antecedentes y promoción
Después de haber estado ausente de las redes sociales durante cinco meses, el cantante regresó a Instagram el 20 de noviembre de 2019. Anteriormente anunció un proyecto titulado Chapter VI en junio de 2019.  El 24 de noviembre de 2019, un comercial de Mercedes Benz se emitió por primera vez en la televisión alemana con un clip de «Blinding Lights». Muestra a The Weeknd conduciendo el SUV eléctrico EQC y pidiéndole al sistema que toque su nueva canción. La versión completa del comercial se estrenó el 29 de noviembre, junto con el sencillo. En los días posteriores, recurrió a las redes sociales para anunciar su regreso a la música con los subtítulos «el otoño comienza mañana por la noche» y «¡Esta noche comenzamos un nuevo capítulo psicótico que derrite el cerebro! ¡Vamonos!».
La canción se presentó como tema oficial de WrestleMania 36.
En enero de 2023, Spotify dio a conocer que la canción se había convertido en la más reproducida en la historia de la plataforma hasta ese momento, al alcanzar los 3,3 mil millones de reproducciones.

## Composición y letra
Escrita por Abel Tesfaye, Ahmad Balshe, Jason Quenneville, Max Martin junto a Oscar Holter y producida por Martin, Holter y The Weeknd, con una duración de tres minutos con veintidós segundos, «Blinding Lights» es una canción de ryhthm and blues alternativo con fuertes influencias de la música bebop de los años ochenta, de donde Tesfaye ha tomado inspiración desde su álbum Starboy, lanzado en 2016. Según la partitura subida por Universal Music Publishing Group al sitio web Musicnotes.com, está compuesta en una tonalidad de do menor, con un compás a cuatro cuartos y un tempo a 170 pulsaciones por minutos — característico de la música dance—, además la misma página menciona que contiene estilos de música pop, dance pop, contemporary R&B y neo soul, mientras que el rango vocal de Tesfaye va desde la Fa4 hasta la Do5. El tono de la canción, según el portal español Jenesaispop, recuerda a los primeros sencillos de Madonna y a la música de E. G. Daily y Sinitta. Además incorpora sonidos de una caja de ritmos y sintetizadores «empapados de eco».
En la canción The Weeknd canta sobre su «deseo de otra persona» en un ritmo de baile uptempo: «No, I can’t sleep until I feel your touch», «I said, ooh, I’m drowning in the night/Oh, when I’m like this, you’re the one I trust» —«No, no puedo dormir hasta que sienta tu tacto», «Dije, ooh, me estoy ahogando en la noche / Oh, cuando estoy así, tú eres en quien confío»—. Varios medios —como Entertainment Weekly, Elle— han dicho que la letra hace referencia a la relación intermitente que Tesfaye tiene con la modelo Bella Hadid. The Weeknd, a lo largo de la canción, canta sobre el reavivamiento de una relación y la importancia de su pareja. El cantante también menciona la ciudad de Las Vegas, Nevada, donde se refiere a ella por su apodo «Sin City»  —«Ciudad del pecado»— en el coro previo.
Como dato curioso, mucha gente al escuchar las mezclas de sonido de la canción tuvo una gran aceptación para los que la escucharon ya que tiene un ambiente parecido a la música de los años ochenta confundiendo así también a los adultos que la escucharon.

## Controversias
A pesar de tener un año exitoso en 2020 con el éxito de "Blinding Lights" y su álbum principal, The Weeknd recibió cero nominaciones en la 63.ª Entrega Anual de los Premios Grammy el 24 de noviembre de 2020. El gesto generó mucha controversia y fue un shock para los críticos y fanáticos. El propio cantante respondió a través de las redes sociales llamando a los Grammy "corruptos". Se especuló que el anuncio de su próxima actuación en el Super Bowl, así como la confusión sobre si debería ser nominado como pop o R&B, contribuyeron a los desaires en todas las categorías a las que fue sometido. Harvey Mason Jr., presidente interino de la Academia de Grabación, respondió a la reacción violenta diciendo:
Entendemos que The Weeknd está decepcionado por no haber sido nominado. Me sorprendió y puedo empatizar con lo que está sintiendo. Su música de este año fue excelente, y sus contribuciones a la comunidad musical y al mundo en general son dignas de la admiración de todos. Nos emocionamos cuando descubrimos que actuaría en el próximo Super Bowl y nos hubiera encantado que también actuara en el escenario de los Grammy el fin de semana anterior. Desafortunadamente, cada año, hay menos nominaciones que la cantidad de artistas merecedores. Pero como el único premio de música votado por pares, continuaremos reconociendo y celebrando la excelencia en la música mientras iluminamos a los muchos artistas increíbles que componen nuestra comunidad global. Para ser claros, la votación en todas las categorías terminó mucho antes de que se anunciara la actuación de The Weeknd en el Super Bowl. por lo que de ninguna manera podría haber afectado el proceso de nominación. Todos los nominados al Grammy son reconocidos por el cuerpo de votantes por su excelencia, y los felicitamos a todos.
The Weeknd luego hizo una declaración sobre el desaire en enero de 2021, donde dijo que se sentía como "un ataque", diciendo:
Mira, personalmente ya no me importa. Tengo tres GRAMMY, que no significan nada para mí ahora, obviamente ... No es como, "¡Oh, quiero el GRAMMY!" Es solo que esto sucedió, y estoy dispuesto a ponerme frente al fuego, siempre y cuando nunca vuelva a suceder. De todos modos, soy una mier** dando discursos. Olvídate de los premios.
En Vietnam, el cantante vietnamita llamado Jack-J97 despertó controversia al supuestamente plagiar «Blinding Lights» de The Weeknd en una canción titulada «Ngôi sao cô đơn».La canción y el video musical de Jack tienen el mismo estilo y «ambiente» que los de The Weeknd, aunque su ejecución es muy diferente.

## Posicionamiento en listas
| País            | Lista                       | Mejor posición | Ref.   |
| Europa          | Europa                      | Europa         | Europa |
| --------------- | --------------------------- | -------------- | ------ |
| Austria         | Ö3 Austria Top 40           | 1              | [ 33 ] |
| Flandes         | Ultratop 50                 | 1              | [ 34 ] |
| Región Valona   | Ultratop 50                 | 1              | [ 35 ] |
| Croacia         | HRT                         | 1              | [ 36 ] |
| República Checa | Digitál Top 100             | 1              | [ 37 ] |
| Estonia         | Estonia Top 40              | 1              | [ 38 ] |
| Finlandia       | Suomen Virallinen Lista     | 1              | [ 39 ] |
| Francia         | SNEP                        | 1              | [ 40 ] |
| Alemania        | GfK Entertainment Charts    | 1              | [ 41 ] |
| Grecia          | IFPI                        | 1              | [ 42 ] |
| Hungría         | Single Top 50               | 1              | [ 43 ] |
| Irlanda         | Ireland Singles Chart       | 1              | [ 44 ] |
| Israel          | Media Forest                | 1              | [ 45 ] |
| Italia          | Single Top (Billboard)      | 1              | [ 46 ] |
| Eslovaquia      | Top 100                     | 1              | [ 47 ] |
| Eslovenia       | SloTop50                    | 1              | [ 48 ] |
| España          | PROMUSICAE                  | 5              | [ 49 ] |
| España          | LOS40                       | 1              | [ 50 ] |
| España          | Bucle Top 20                | 1              | [ 51 ] |
| Reino Unido     | UK Singles Chart            | 1              | [ 52 ] |
| Oceanía         |                             |                |        |
| Australia       | ARIA Singles Chart          | 1              | [ 53 ] |
| Nueva Zelanda   | Recorded Music NZ           | 1              | [ 54 ] |
| América         |                             |                |        |
| Canadá          | Canadian Hot 100            | 1              | [ 55 ] |
| Estados Unidos  | Billboard Hot 100           | 1              | [ 52 ] |
| Estados Unidos  | Rolling Stone Top 100       | 1              | [ 56 ] |
| Estados Unidos  | Mainstream Top 40           | 1              | [ 57 ] |
| México          | Airplay (Billboard)         | 1              | [ 58 ] |
| Argentina       | Billboard Argentina Hot 100 | 11             | [ 59 ] |

## Créditos
- Abel Tesfaye - letrista
- Belly - productor, letrista
- DaHeala - productor, letrista
- Balshe - productor, composición
- Quenneville - productor, composición
- Eazy $ ign - ingeniero de mezclas
- SKRRT - ingeniero de masterización

## Video musical
El video musical de la canción fue filmado en Fremont Street, Las Vegas y en el centro de Los Ángeles

## Certificaciones
| País           | Organismo certificador | Certificación | Ventas certificadas | Ref.   |
| -------------- | ---------------------- | ------------- | ------------------- | ------ |
| México         | AMPROFON               | 3× Platino    | 180 000             | [ 61 ] |
| España         | PROMUSICAE             | 5x Platino    | 200 000             |        |
| Estados Unidos | RIAA                   | 7× Platino    | 7 000 000           |        |
| Reino Unido    | BPI                    | 4x Platino    | 2 400 000           |        |
| Portugal       | AFP                    | 5x Platino    | 50 000              |        |
| Polonia        | ZPAV                   | Diamante      | 100 000             |        |
| Noruega        | IFPI (Norway)          | 5× Platino    | 300 000             |        |
| Nueva Zelanda  | RMNZ                   | 4x Platino    | 120 000             |        |
| Alemania       | BVMI                   | Diamante      | 1 000 000           |        |
| Italia         | FIMI                   | 3x Platino    | 270 000             |        |
| Francia        | SNEP                   | Diamante      | 333 333             |        |
| Dinamarca      | IFPI Dinamarca         | 3x Platino    | 270 000             |        |
| Canadá         | Music Canada           | Diamante      | 800 000             |        |
| Bélgica        | BEA                    | 4x Platino    | 160 000             |        |
| Australia      | ARIA                   | 9x Platino    | 630 000             |        |
| Austria        | IFPI Austria           | 3× Platino    | 90 000              |        |
| Brasil         | Pro-Música Brasil      | 2× Diamante   | 320 000             |        |

## Historial de lanzamientos
| País        | Fecha                   | Formato                    | Discográfica | Ref.   |
| ----------- | ----------------------- | -------------------------- | ------------ | ------ |
| Varios      | 6 de diciembre de 2019  | Descarga digital streaming | XO Republic  | [ 62 ] |
| Italia      | 13 de diciembre de 2019 | Contemporary hit radio     | Universal    | [ 63 ] |
| Reino Unido | 20 de enero de 2020     | Contemporary hit radio     | XO Republic  | [ 64 ] |

## Premios y nominaciones
| Año  | Premiación                     | Categoría                     | Resultado | Ref.          |
| ---- | ------------------------------ | ----------------------------- | --------- | ------------- |
| 2020 | American Music Awards          | Canción Favorita de Pop/Rock  | Nominado  | [ 65 ] [ 66 ] |
| 2020 | American Music Awards          | Videoclip Favorito            | Nominado  | [ 65 ] [ 66 ] |
| 2020 | LOS40 Music Awards             | Mejor Videoclip Internacional | Ganador   | [ 67 ] [ 68 ] |
| 2020 | LOS40 Music Awards             | Mejor Canción Internacional   | Nominado  | [ 67 ] [ 68 ] |
| 2020 | MTV Europe Music Awards        | Mejor Canción                 | Nominado  | [ 69 ] [ 70 ] |
| 2020 | MTV Europe Music Awards        | Mejor Video                   | Nominado  | [ 69 ] [ 70 ] |
| 2020 | MTV Millennial Awards (Brasil) | Éxito Global                  | Nominado  | [ 71 ]        |
| 2020 | MTV Video Music Awards         | Video del año                 | Ganador   | [ 72 ] [ 73 ] |
| 2020 | MTV Video Music Awards         | Mejor Video R&B               | Ganador   | [ 72 ] [ 73 ] |
| 2020 | MTV Video Music Awards         | Mejor Dirección               | Nominado  | [ 72 ] [ 73 ] |
| 2020 | MTV Video Music Awards         | Mejor Edición                 | Nominado  | [ 72 ] [ 73 ] |
| 2020 | MTV Video Music Awards         | Canción del Verano            | Nominado  | [ 72 ] [ 73 ] |
| 2020 | NRJ Music Awards               | Canción Internacional del Año | Nominado  | [ 74 ] [ 75 ] |
| 2020 | NRJ Music Awards               | Videoclip del Año             | Nominado  | [ 74 ] [ 75 ] |
| 2020 | People's Choice Awards         | El Vídeo Musical del 2020     | Nominado  | [ 76 ]        |
| 2021 | Billboard Music Awards         | Mejor Canción Hot 100         | Ganador   | [ 77 ] [ 78 ] |
| 2021 | Billboard Music Awards         | Canción con más Streaming     | Nominado  | [ 77 ] [ 78 ] |
| 2021 | Billboard Music Awards         | Canción más Vendida           | Nominado  | [ 77 ] [ 78 ] |
| 2021 | Billboard Music Awards         | Canción más Radiada           | Ganador   | [ 77 ] [ 78 ] |
| 2021 | Billboard Music Awards         | Mejor Canción R&B             | Ganador   | [ 77 ] [ 78 ] |
| 2021 | iHeartRadio Music Awards       | Canción del Año               | Ganador   | [ 79 ]        |
| 2021 | iHeartRadio Music Awards       | Mejor Videoclip               | Nominado  | [ 79 ]        |
| 2021 | iHeartRadio Music Awards       | Mejor Letra                   | Nominado  | [ 79 ]        |
| 2021 | iHeartRadio Music Awards       | Canción de TikTok del Año     | Ganador   | [ 79 ]        |
| 2021 | Juno Awards                    | Sencillo del Año              | Ganador   | [ 80 ]        |